# Огден-Дюнс (Індіана)
Огден-Дюнс (англ. Ogden Dunes) — місто (англ. town) в США, в окрузі Портер штату Індіана. Населення — 1168 осіб (2020).

## Географія
Огден-Дюнс розташований за координатами 41°37′42″ пн. ш. 87°11′37″ зх. д. / 41.62833° пн. ш. 87.19361° зх. д. (41.628425, -87.193564).  За даними Бюро перепису населення США в 2010 році місто мало площу 3,78 км², з яких 1,91 км² — суходіл та 1,87 км² — водойми.

## Демографія
Згідно з переписом 2010 року, у місті мешкало 1110 осіб у 508 домогосподарствах у складі 335 родин. Густота населення становила 294 особи/км².  Було 619 помешкань (164/км²).
Расовий склад населення:
| - 96,1 % — білих - 1,3 % — азіатів - 1,1 % — чорних або афроамериканців - 0,1 % — корінних американців |

До двох чи більше рас належало 1,4 %. Частка іспаномовних становила 3,2 % від усіх жителів.
За віковим діапазоном населення розподілялося таким чином: 15,7 % — особи молодші 18 років, 59,0 % — особи у віці 18—64 років, 25,3 % — особи у віці 65 років та старші. Медіана віку мешканця становила 55,1 року. На 100 осіб жіночої статі у місті припадало 98,9 чоловіків;  на 100 жінок у віці від 18 років та старших — 92,2 чоловіків також старших 18 років.
Середній дохід на одне домашнє господарство  становив 129 631 долар США (медіана — 101 250), а середній дохід на одну сім'ю — 149 804 долари (медіана — 111 875). Медіана доходів становила 87 750 доларів для чоловіків та 61 667 доларів для жінок. За межею бідності перебувало 3,8 % осіб, у тому числі 3,0 % дітей у віці до 18 років та 1,9 % осіб у віці 65 років та старших.
Цивільне працевлаштоване населення становило 604 особи. Основні галузі зайнятості: освіта, охорона здоров'я та соціальна допомога — 32,6 %, виробництво — 11,9 %, науковці, спеціалісти, менеджери — 11,6 %, фінанси, страхування та нерухомість — 11,3 %.